# UCP2
UCP2 (англ. Uncoupling protein 2) – білок, який кодується однойменним геном, розташованим у людей на короткому плечі 11-ї хромосоми. Довжина поліпептидного ланцюга білка становить 309 амінокислот, а молекулярна маса — 33 229.
| 10         |  | 20         |  | 30         |  | 40         |  | 50         |
| ---------- |  | ---------- |  | ---------- |  | ---------- |  | ---------- |
| MVGFKATDVP |  | PTATVKFLGA |  | GTAACIADLI |  | TFPLDTAKVR |  | LQIQGESQGP |
| VRATASAQYR |  | GVMGTILTMV |  | RTEGPRSLYN |  | GLVAGLQRQM |  | SFASVRIGLY |
| DSVKQFYTKG |  | SEHASIGSRL |  | LAGSTTGALA |  | VAVAQPTDVV |  | KVRFQAQARA |
| GGGRRYQSTV |  | NAYKTIAREE |  | GFRGLWKGTS |  | PNVARNAIVN |  | CAELVTYDLI |
| KDALLKANLM |  | TDDLPCHFTS |  | AFGAGFCTTV |  | IASPVDVVKT |  | RYMNSALGQY |
| SSAGHCALTM |  | LQKEGPRAFY |  | KGFMPSFLRL |  | GSWNVVMFVT |  | YEQLKRALMA |
| ACTSREAPF  |  |            |  |            |  |            |  |            |

A: Аланін

C: Цистеїн

D: Аспарагінова кислота

E: Глутамінова кислота

F: Фенілаланін

G: Гліцин

H: Гістидин

I: Ізолейцин

K: Лізин

L: Лейцин

M: Метіонін

N: Аспарагін

P: Пролін

Q: Глутамін

R: Аргінін

S: Серин

T: Треонін

V: Валін

W: Триптофан

Задіяний у такому біологічному процесі, як транспорт. 
Локалізований у внутрішній мембрані мітохондрії.